# シニス

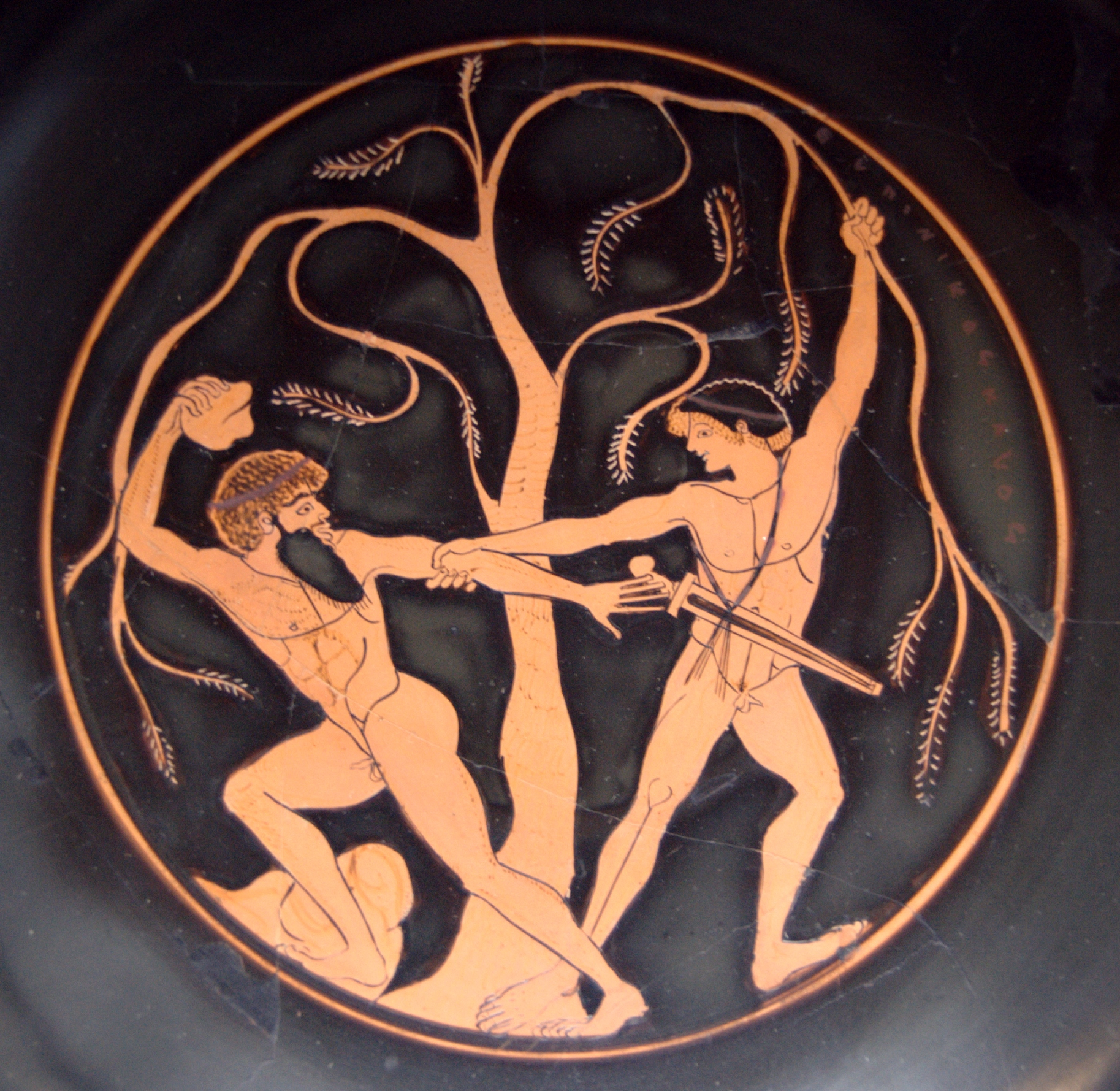
テーセウスとシニス。前490-480年頃のアッティカ赤絵式のキュリクス。ミュンヘン、州立古代美術博物館（en）所蔵。

シニス（古希: Σίνις, Sinis）は、ギリシア神話の人物である。別名ピテュオカムプテース（古希: Πιτυοκάμπτης, Pityokamptēs, 「松曲げ男」の意）。ポリュペーモーンとシュレアーの子、あるいはポセイドーンの子。ペリグーネーの父で、メラニッポスの祖父。
シニスは怪力の盗賊で、コリントスのイストモス地峡で、旅人にひどい乱暴をした。シニスは松の木を地面まで曲げ、松がもとに戻らないように押さえさせ、跳ね飛ばして殺した。あるいは旅人とともに松を押さえているときに手を離し、跳ね飛ばして殺した。またあるいは2本の松を曲げて旅人の両足に縛り、旅人は2本の松がもとに戻るときに引き裂かれた(八つ裂きの刑)。テーセウスはアテーナイに向かっているときにペリペーテースに次いで、シニスをそれまで彼がしてきたのと同じ方法で殺した。シケリアのディオドロスも簡潔な言葉でシニスをペリペーテースの次に退治したと述べている。
なお、テーセウスはシニスを殺した後、彼の娘ペリグーネーとの間に1子メラニッポスをもうけたと伝えられている。